# Mullerup (Nyborg Kommune)
 For alternative betydninger, se Mullerup. (Se også artikler, som begynder med Mullerup)
Mullerup ligger på det østlige Fyn og er en mindre landsby beliggende i den nordlige del af Nyborg Kommune. Landsbyen tilhører Region Syddanmark. Tidligere var den en del af Ullerslev Kommune.
|  | Denne artikel om lokaliteten Mullerup (Nyborg Kommune) kan blive bedre, hvis der indsættes et (bedre) billede. Du kan hjælpe ved at afsøge Wikimedia Commons for et passende billede eller lægge et op på Wikimedia Commons med en af de tilladte licenser og indsætte det i artiklen. |

55°23′46″N 10°40′20″Ø / 55.39611°N 10.67222°Ø